# Список військових камуфляжів
Військовий камуфляж — камуфляжні шаблони, що використовуються збройними силами, парамілітарними організаціями та неофіційними озброєними угрупуваннями для захисту особового складу та техніки від виявлення противником. Камуфляжі для одностроїв виконують одночасно декілька функцій, включаючи як фізичну функцію маскування, так і соціальні функції, такі як розрізнення на «свій-чужий» та підтримка бойового духу.
Нижче наведено приклади найвідоміших камуфляжних візерунків для військових одностроїв різних армій світу, починаючи з появи першого масового камуфляжу Telo mimetico в 1929 році і до камуфляжних шаблонів затверджених у 2024 році.

## Зразки
| Рік     | Назва                                       | Країна                             | Зображення                    | Тип                 | Користувачі |
| ------- | ------------------------------------------- | ---------------------------------- | ----------------------------- | ------------------- | --- |
| 1929    | M1929 Telo mimetico                         | Італія                             |                               | Telo mimetico       | Королівська італійська армія. Вважається першим деформаційним військовим камуфляжем масового виробництва. Спочатку використовувався для наметів-пончо, а згодом також і для військових одностроїв. |
| 1931    | Splittertarn-31                             | Німеччина ( Веймарська республіка) |                               | Flecktarn           | 1931—1945р Рейхсвер, Вермахт, Ваффен-СС. |
| 1937    | Platanenmuster                              | Німеччина ( Третій Рейх)           |                               | Flecktarn           | 1937—1945р Ваффен-СС. Мав літню та осінню версії. |
| 1938    | Амеба                                       | СРСР                               |                               | Амеба               | Маскувальний костюм МКК був прийнятий Червоною армією в 1938 році. Його використовували розвідники, снайпери, повітряно-десантні війська, артилерійські корегувальники та інженери протягом усієї Німецько-радянської війни.. Мав декілька колірних гам залежно від сезону. |
| 1942    | Frog Skin                                   | США                                |                               | Frog Skin           | Двосторонній: 5-колірна версія «джунглі» на одній стороні і 3-колірна версія «пляж» на іншій. Також більше відома під назвою «Duckhunter». Використовувалась США (переважно морською піхотою) в період Другої світової війни. Продовжував використовуватись USMC до 1960-х років. Також використовувався ЗС Туреччини в різних кольорових версіях.                                                                                              |
| 1943    | Sumpftarn 43                                | Німеччина ( Третій Рейх)           |                               | Flecktarn           | 1944—1945 (Ваффен-СС). |
| 1944    | Erbsenmuster                                | Німеччина ( Третій Рейх)           |                               | Flecktarn           | 1944—1945 (Ваффен-СС). |
| 1945    | Leibermuster                                | Німеччина ( Третій Рейх)           |                               | Flecktarn           | Використовувався з початку 1945 року до травня 1945 року (планувався до видачі усім підрозділам Вермахта і Ваффен-СС). До закінчення війни камуфляж був виготовлений в дуже обмеженій кількості і не встиг набути широкого поширення. |
| 1947    | Lizard                                      | Франція                            |                               | Lizard              | Оригінальна французька версія з горизонтальними смугами випускалась з 1947 року. Її використовували Чад, Габон, Руанда, Судан, Куба, Конго, Греція. В 1963 році в Португалії була розроблена версія цього камуфляжу з вертикальним розташованням смуг, яку пізніше використовували Ангола, Мозамбік, Гвінея-Бісау, Єгипет, Греція, Індія та Сирія. «Lizard» був взятий за основу для створення в'єтнамського камуфляжу «Tigerstripe».           |
| 1957    | Erbsenmuster                                | Австрія                            | The Austrian Erbsentarnmuster | Flecktarn           | Збройні сили Австрії (1957 — 1978). |
| 1956    | Flächentarn, (Blumentarn)                   | Німеччина ( НДР)                   |                               | Flecktarn           | Народна армія Східної Німеччини (1956—1967). |
| 1956    | Jigsaw                                      | Бельгія                            |                               | Flecktarn           | ЗС Бельгії. |
| 1962    | Tigerstripe                                 | Південний В'єтнам                  |                               | Lizard              | Використовувався ЗС Південного В'єтнаму та спецпризначенцями США, Австралії та Нової Зеландії у В'єтнамі. Походив від французького камуфляжу «Lizard» і мав багато варіантів виконання. |
| 1962    | Desert Camouflage Pattern (6-color)         | США                                |                               | DBDU                | Розроблений в 1962 році, використовувався ЗС США з початку 1980-х до середини 1990-х років, зокрема під час війни в Перській затоці. Різні версії камуфляжу використовувались багатьма країнами, включаючи Аргентину, Домініканську Республіку, Сальвадор, Парагвай, Перу, Нігер, Руанду, Сомалі, Еритрею, Саудівську Аравію, Кувейт, ОАЕ, Ємен, Іран, Ірак, Йорданію, Казахстан, Лівію, Пакистан, Філіппіни, Китай, Південну Корею та Іспанію. |
| 1965    | Rhodesian Brushstroke                       | Родезія                            |                               | «Мазок»             | Родезія/Зімбабве (1965—1980). |
| 1965    | Strichtarn                                  | Німеччина ( НДР)                   |                               | «Дощ»               | Країни Варшавського договору: Німецька Демократична Республіка, Польща («Deszczyk»), Чехословакія («Jehličí») та Болгарія. В подальшому використовували: Узбекістан та Казахстан. |
| 1967    | ERDL green-dominant version                 | США                                |                               | ERDL                | США: використовувався Корпусом морської піхоти до початку 1980-х років і ВПС США до кінця 1980-х років. Також використовували ЗС Сінгапуру. Наприкінці 1980-х на початку 1990-х років використовувався ЗС Туреччини. |
| 1968    | DPM Soldier-95                              | Велика Британія                    |                               | DPM                 | Використовувався ЗС Великої Британії. Візерунок був розроблений на основі камуфляжу куртки Denison моделі 1959 року. Замінений в 2016 році на камуфляж «MTP». Окрім ЗС Великої Британії використовувався Нідерландами, Новою Зеландією, Норвегією(спецпризначенці), Філіппінами, Росією та Єменом. |
| 1968    | КЛМК «Березка»                              | СРСР                               |                               | Березка             | 2-колірний військовий камуфляж, розроблений в 1968 році в Радянському Союзі. Видавався десантникам, прикордонникам, розвідникам та спецпризначенцям СРСР. |
| 1969    | Wz. 68 Moro                                 | Польща                             |                               | «Хробак»            | Існувало 6 версій камуфляжу (1969—1989), які використовувалися ЗС Польщі, ПС Польщі, ВМС Польщі, міліцією та прикордонниками. |
| 1981    | U.S. Woodland «M81»                         | США                                |                               | Woodland            | Був створений на основі камуфляжу «ERDL». Використовувався USA Navy SEAL (Морські котики), U.S. Navy SWCC, USMC MARSOC, та арміями чи спецпідрозділами низки інших країн. |
| 1983    | TAZ 83                                      | Швейцарія                          | Swiss TAZ-83 camouflage       | Flecktarn           | ЗС Швейцарії. |
| 1984    | ВСР-84 «Бутан» «Дубок»                      | СРСР                               |                               | Woodland            | Розроблений для ЗС СРСР у 1984 році. Після розпаду СРСР використовувався збройними силами ряду пострадянських країн. ЗС України з 1996 року використовували власний варіант цього камуфляжу, відомий під назвою «Дубок». В 2014 році був замінений на «Український піксель». |
| 1984    | M/84                                        | Данія                              |                               | Flecktarn           | Камуфляж включає 9 кольорових гам. Експлуатанти: Данія, Франція, Латвія, Литва, Естонія, Росія, Швеція та Туреччина. |
| 1986    | AMCU                                        | Австралія                          |                               | Frog Skin           | ЗС Австралії (1986—2017). |
| 1987    | Тип-87                                      | КНР                                |                               | Woodland            | Використовувався ЗС КНР в 1987—2007 роках. Згодом був замінений на піксельний камуфляж «Тип-07». |
| 1989    | M90F                                        | Швеція                             |                               | Flecktarn           | ЗС Швеції. В 1996 році камуфляж, наданий зі складів ЗС Швеції використовували підрозділи ЗС Латвії, що брали участь у місії SFOR. Крім лісової (на зображенні), існують також пустельна і снігові версії цього камуфляжу. |
| 1989    | Wz. 89 «Puma»                               | Польща                             |                               | Puma                | ЗС Польщі 1989—1993. |
| 1990    | Flecktarn                                   | Німеччина                          |                               | Flecktarn           | Використовує Бундесвер. Камуфляж має 16 різних версій кольорів, які використовують Албанія, Бельгія, Китай (до 2007), Данія (3-колірну версію), Франція, Індія, Японія, Киргизстан, Польща, Росія, Греція та Україна. |
| 1990    | DDPM (Desert Disruptive Pattern Material)   | Велика Британія                    |                               | DPM                 | В 1990 році Збройним Силам Великої Британії була представлена 3-колірна «Пустельна» версія камуфляжу «DPM» для участі у Війні в Перській затоці. Цей варіант відрізнявся від попередньої 4-колірної версії лише видаленням одного кольору. Ця версія успішно використовується і донині. |
| 1991    | Desert Camouflage Pattern (3-color)         | США                                |                               | Woodland            | Крім ЗС США, камуфляж використовували армії Таїланду (VDC) та Єгипту. |
| 1991    | Le camouflage Daguet                        | Франція                            |                               | Woodland            | Розроблений в 1989 році. Використовується ЗС Франції для операцій в посушливих регіонах. Планується, що в 2024 році камуфляж Daguet, разом з «Centre-Europe» буде замінено на єдиний мульти-ландшафтний камуфляж «BME». |
| 1991    | DNC (Desert Night Camouflage)               | США                                |                               | «Нічний»DNC         | ЗС США. |
| 1993    | Tropentarn (3-Farb-Tarndruck)               | Німеччина                          |                               | Flecktarn           | «Пустельна» версія німецького камуфляжу «Flecktarn». Використовується німецьким Бундесвером для операцій в пустельних і посушливих регіонах. Використовувалась також ЗС Данії, поки не була замінена на мультиландшафтну модель M/01. |
| 1993    | TAZ 90                                      | Швейцарія                          |                               | Woodland            | ЗС Швейцарії. |
| 1993    | ВСР-93 «Барвиха»                            | СРСР/ Росія                        |                               | Woodland            | Використовувався в ЗС Росії з 1993 року. В 1998 році був замінений на камуфляж «Флора» російської розробки. |
| 1993    | Wz. 93 «Pantera»                            | Польща                             |                               | Woodland            | ЗС Польщі. |
| 1994    | Soldier 2000                                | ПАР                                |                               | Woodland            | ЗС Південної Африки. |
| 1994    | Centre-Europe                               | Франція                            |                               | Woodland            | ЗС Франції. |
| 1997    | CADPAT (Canadian Disruptive Pattern)        | Канада                             |                               | Цифровий            | ЗС Канади. Має 4 версії кольорів (на фото наведено лісову версію камуфляжу). |
| 1998    | M/98                                        | Норвегія                           |                               | Woodland            | Використовується ЗС Норвегії. |
| 1998    | ВСР-98 «Флора»                              | Росія                              |                               | Woodland            | Використовується в ЗС Росії з 1998 року. Перша власна російська розробка, яка мала замінити в російській армії радянський камуфляж «Барвиха». В 2008 році ЗС Росії замінили камуфляж Флора на піксельний камуфляж «ЕМР». |
| 2001    | M/01                                        | Данія                              |                               | Flecktarn           | «Пустельна» версія камуфляжу «M/84», розроблена для застосування підрозділами ЗС Данії в Афганістані. |
| 2002    | MARPAT (Marine Pattern)                     | США                                |                               | Цифровий            | Використовується Корпусом морської піхоти США. Наприкінці 2000-х років використовувався також ЗС Грузії, поки не був замінений на камуфляж на основі MultiCam. |
| 2002    | MultiCam                                    | США                                |                               | MultiCam            | ЗС США, Ангола, Бразилія, Австралія, австрійські Jagdkommando, Данія, Чорногорія, Нова Зеландія, Панама, Південна Корея, Таїланд, Болівія, Туніс, ВМС Туреччини, ЗС Азербайджану, спецпідрозділи Канади та Норвегії (FSK, MJK), Грузинські ЗС, національна поліція Гаїті. |
| 2003    | M/03                                        | Норвегія                           |                               | Woodland            | «Пустельна» версія камуфляжу M/98, розроблена для використання ЗС Норвегії в посушливих умовах. |
| 2004    | M90K                                        | Швеція                             |                               | Flecktarn           | «Пустельна» версія камуфляжу M90, кольори якого було змінено для використання в посушливому середовищі. Був розроблений для підрозділів ЗС Швеції, що брали участь у Міжнародній коаліційній місії зі сприяння безпеці в Афганістані. |
| 2004    | Alpine Tundra Pattern                       | Франція                            |                               | Woodland            | Сніговий камуфляж ЗС Франції. Зазвичай використовується Альпійськими стрілками та іншими гірськими підрозділами. ЗС Франції розробили зимовий камуфляж для участі в місії ISAF в Афганістані. |
| 2004    | TACAM (Tactical Assault Camouflage)         | США                                |                               | Цифровий            | Використовується Національним Контртерористичним центром США. |
| 2005    | UCP (Universal Camouflage Pattern)          | США                                |                               | Цифровий            | Армія США та деякі підрозділи ВМС США в складі армії США, ЗС Чаду, та ЗС Азербайджану. Також в обмежених обсягах використовувався військовими Ірану в 2005—2014 та 2019 роках. |
| 2007    | Тип-07                                      | КНР                                |                               | Цифровий            | Цифровий камуфляж ЗС КНР. Мав 6 кольорових версій для різних ландшафтів та родів військ (на зображенні «морська» версія). Використовувався в ЗС Китаю до 2019 року. На заміну прийшов камуфляж «Сінконг». |
| 2007    | M05                                         | Фінляндія                          |                               | Цифровий            | Використовується в ЗС Фінляндії. |
| 2007    | TAZ 07                                      | Швейцарія                          |                               | Woodland            | «Пустельна» версія камуфляжу «TAZ 90». Використовувалась тільки для операцій за кордоном, у таких посушливих країнах, як Малі, або влітку в таких країнах як Косово (у складі KFOR) або Південній Кореї (у складі NNSC). |
| 2007    | ABU (Airman Battle Uniform)                 | США                                |                               | Цифровий            | Цифрова версія камуфляжу «Tigerstripe» в сіро-блакитній кольоровій гамі використовувався ВПС США (2007—2021) та Цивільним повітряним патрулем (з 2016 року). |
| 2008    | NWU Type I (Navy Working Uniform)           | США                                |                               | Цифровий            | ВМС США (2008—2019), морська міліція штату Нью-Йорк та морський кадетський корпус ВМС США. |
| 2008    | ЕМР «Тёмный»                                | Росія                              |                               | Цифровий            | Використовується ЗС Росії з 2008 року. Прийшов на заміну камуфляжу «Флора». |
| 2008 c. | Turkish pattern                             | Туреччина                          |                               | Цифровий            | Використовується ЗС Туреччини. Існує 5 кольорових версій. Також використовують ЗС Азербайджану. |
| 2009    | HyperStealth Spec4ce                        | Афганістан                         |                               | Цифровий            | Використовувався Національною армією Афганістану з 2010 року. |
| 2010    | Multi-Terrain Pattern                       | Велика Британія                    |                               | MultiCam            | Використовується ЗС Великої Британії. |
| 2010    | A-TACS                                      | Перу                               |                               | Woodland            | Використовується морськими десантниками Перу та Національною поліцією Гаїті. Неліцензована версія використовувалась ЗС Росії під назвою «Атака». |
| 2014    | AMCU (Australian Multicam)                  | Австралія                          |                               | MultiCam            | Використовується ЗС Австралії. |
| 2014    | ММ-14 «Український піксель»                 | Україна                            |                               | Цифровий            | Офіційний камуфляж ЗС України з 2014 року. Замінив собою радянський камуфляж «Дубок», що з певними модифікаціями використовувався в ЗС України з 1984 року. |
| 2015    | Варан                                       | Україна                            |                               |                     | Використовується регулярними підрозділами Збройних сил України та деякими спецпідрозділами з 2015 року. |
| 2015    | HunCam (Hungarian camouflage pattern 2015M) | Угорщина                           |                               | MultiCam            | Використовується ЗС Угорщини з 2015 року. |
| 2015    | OCP (Operational Camouflage Pattern)        | США                                |                               | MultiCam            | В ЗС США камуфляж замінив камуфляж «UCP» в 2019 році. Є збільшеною і дещо модифікованою версією камуфляжу «MultiCam». Також відомий під назвою «Scorpion W2». |
| 2016    | Multitarn                                   | Німеччина                          |                               | Flecktarn/ MultiCam | В 2016 році, за прикладом інших провідних країн НАТО, що прийняли камуфляж на основі «MultiCam», в Німеччині було розроблено модель універсального камуфляжу в 6-ти кольоровій гамі, дуже схожій на кольорову гаму «MultiCam». Камуфляж був розроблений як новий стандартний зразок для усього Бундесверу, але поки що надійшов на озброєння лише сил спеціального призначення.                                                                 |
| 2017    | M2017                                       | Румунія                            |                               | MultiCam            | На озброєнні ЗС Румунії з 2017 року. Має три кольорові версії для армії, ВМС та ВПС. Розроблений на основі камуфляжу «MultiCam». |
| 2019    | NFP M19 (Netherlands Fractal Pattern)       | Нідерланди                         |                               | Flecktarn           | Використовується як стандартний камуфляж ЗС Нідерландів з 2019 року. «NFP Green» призначений для використання в умовах помірних лісів. Існують 3 додаткові кольорові версії. Додатково розглядається арктична версія. |
| 2019    | Tarnanzug ÖBH                               | Австрія                            | Tarnanzug ÖBH                 | Woodland            | Використовується ЗС Австрії.. |
| 2022    | Multiumfeld- Tarnmuster 16                  | Швейцарія                          |                               | Woodland            | Цей камуфляж стане стандартним для нового особистого спорядження ЗС Швейцарії (програма озброєння MBAS). Малюнок заснований на «TAZ 90», в якому чорний колір замінено на світло-коричневий. Призначений для забезпечення мультиспектральних властивостей технології стелс (ІЧ і РЛС). |
| 2023    | NCUS (Nordic Combat Uniform System)         | Країни Скандинавії                 |                               | Цифровий            | Норвегія, Швеція, Фінляндія, Данія домовились створити єдину систему одностроїв для військових і впровадити його у 2023 році. |
| 2024    | BME (Bariolage multi-environnement)         | Франція                            |                               | MultiCam            | ЗС Франції в 2024 році замінять на «BME» старі камуфляжі «Central-Europe» та «Daguet Desert Pattern». Базовим кольором камуфляжу є «коричнева французька земля» (фр. Brun Terre de France), що використовується на усіх нових французьких військово-транспортних засобах. |

1. ↑  Brayley, Martin J. (2009). Camouflage Uniforms: International Combat Dress, 1940—2010. Ramsbury: Crowood. ISBN 978-1-84797-137-1.
2. ↑  Italian Camouflage Patterns. Camopedia. Архів оригіналу за 9 квітня 2016. Процитовано 26 березня 2016.
3. ↑  German Army Uniforms and Insignia 1933—1945, Brockhampton Press (2000), ISBN 978-1-86019-869-4
4. 1 2  Newark, Tim (2007). Camouflage. Thames and Hudson. с. 133–137. ISBN 978-0-500-51347-7.
5. 1 2  USSR — Camopedia. Архів оригіналу за 22 лютого 2022. Процитовано 22 лютого 2022.
6. ↑  ‘FROGSKIN’ PATTERN - Eastman Leather Clothing Blog. web.archive.org. 14 липня 2014. Архів оригіналу за 14 липня 2014. Процитовано 17 серпня 2023. [Архівовано 2014-07-14 у Wayback Machine.]
7. 1 2 3 4 5  Turkey. Camopedia. Архів оригіналу за 18 жовтня 2014. Процитовано 13 жовтня 2014.
8. ↑  Johannes Denecke: Tarnanstriche des deutschen Heeres 1914 bis heute, Bernard & Graefe Verlag, Bonn 1999, ISBN 3-7637-5990-5, S. 53
9. ↑  Richardson, Francis. (1945). «Camouflage Fabrics both Plain and Printed for Military Use by the German SS and German Army.» Reprinted in: Borsarello, J.F. (Ed.). (1990?). SS & Wehrmacht Camouflage, ISO Publications; London.
10. 1 2  Lizard. Camopedia. Архів оригіналу за 6 квітня 2016. Процитовано 25 березня 2016.
11. ↑  Bundesheer - Uniformen und Abzeichen - Uniformen seit 1957. Архів оригіналу за 4 квітня 2023. Процитовано 16 серпня 2023. [Архівовано 2023-04-04 у Wayback Machine.]
12. ↑  East German Camouflage Patterns. Henrikc.dk. 31 грудня 2011. Архів оригіналу за 21 вересня 2012. Процитовано 20 лютого 2012.
13. ↑  Belgian Camouflage Patterns. Camopedia. Архів оригіналу за 7 квітня 2016. Процитовано 26 березня 2016.
14. ↑  McNab, Chris (2002). 20th Century Military Uniforms (вид. 2nd). Kent, UK: Grange Books. с. 27. ISBN 1-84013-476-3. Trooper, AATTV, Vietnam 1970 ... wears the 'Tigerstripe' pattern of camouflage, which became a virtual signature of Allied Special Forces during the war
15. ↑  Johnson, Richard Denis (1999). Tiger Patterns: A Guide to the Vietnam War's Tigerstripe Combat Fatigue Patterns and Uniforms. Schiffer Pub Ltd. ISBN 978-0-7643-0756-0.
16. ↑  United States Army (2005). «Army Regulation 670-1: Wear and Appearance of Army Uniforms and Insignia» (PDF). United States Department of Defense (PDF). web.archive.org. Архів оригіналу (PDF) за 28 квітня 2005. Процитовано 17 серпня 2023.
17. ↑  Chocolate Chip Camouflage. Camopedia. Архів оригіналу за 5 квітня 2016. Процитовано 26 березня 2016.
18. ↑  Baumbach, Johannes (2012). Sparks, Emma (ред.). Advances in Military Textiles and Personal Equipment. Cambridge: Woodhead Publishing. с. 80—81. ISBN 978-1845696993.
19. ↑  Shuck, David (27 січня 2015). Understanding Camo: The 13 Patterns to Know. Heddels.com. Архів оригіналу за 8 квітня 2016. Процитовано 26 березня 2016.
20. ↑  Rain patterns. Camopedia. Архів оригіналу за 6 квітня 2016. Процитовано 26 березня 2016.
21. ↑  Singapore_ERDL [недоступне посилання з 01.06.2016]
22. ↑  Trousers, Camouflage, M1975 KZS: Soviet Army. Imperial War Museums (англ.). Процитовано 16 серпня 2023.
23. ↑  Russian Camo: What Camouflage Does Russia Use ? (амер.). 1 квітня 2020. Процитовано 19 серпня 2023.
24. 1 2  Poland - Camopedia. www.camopedia.org. Процитовано 17 березня 2023.
25. ↑  Henryk Wielecki, Dzieje polskiej rogatywki, Warszawa 1985, s. 107; cyt ..z tkaniny polowej popularnie nazywanej «mora»…
26. ↑  Jacek Kijak, Hełmy Wojska Polskiego 1917—2000, Warszawa 2013, s. 86
27. ↑  Praktyczny słownik współczesnej polszczyzny, red. Halina Zgółkowa, t. 22, Poznań 1999, s. 28
28. ↑  Woodland Camouflage. Camopedia. Архів оригіналу за 5 квітня 2016. Процитовано 26 березня 2016.
29. ↑  MARSOC adopts woodland Crye Precision uniform - Kit Up!. 22 серпня 2011. Архів оригіналу за 23 листопада 2015.
30. ↑  Luxembourg. SFOR Informer Online. NATO. Архів оригіналу за 2 квітня 2016. Процитовано 27 березня 2016.
31. ↑  Navy corpsman teach foreign militaries how to treat injuries in the field. 6 липня 2010.
32. ↑  Bangladesh. Camopedia.
33. ↑  Archived copy. Архів оригіналу за 18 лютого 2017. Процитовано 17 лютого 2017.{{cite web}}:  Обслуговування CS1: Сторінки з текстом «archived copy» як значення параметру title (посилання) [Архівовано 2017-02-18 у Wayback Machine.]
34. ↑  Marines.mil - Unit Directory. marines.mil.
35. 1 2  Swiss Camouflage Patterns. Camopedia. Архів оригіналу за 13 березня 2016. Процитовано 26 березня 2016.
36. ↑  Украинские военные наденут новую форму. ukraine.segodnya.ua (рос.). 11 липня 2022. Процитовано 17 липня 2023.
37. 1 2  First Official Look at the New Danish Uniform. Krigeren (дан.). 21 грудня 2012. Архів оригіналу за 17 жовтня 2014. Процитовано 27 лютого 2015.
38. 1 2 3 4  Danish M/84 "Pletsløring" camouflage pattern. Strike - Hold!. Архів оригіналу за 11 березня 2015. Процитовано 1 квітня 2016. [Архівовано 2015-03-11 у Wayback Machine.]
39. ↑  Recruitment Campaign 2014/2015. Facebook. Архів оригіналу за 27 квітня 2018. Процитовано 18 лютого 2016.
40. ↑  13e Régiment de Dragons Parachutistes (фр.). le.cos.free.fr/. Архів оригіналу за 11 лютого 2016. Процитовано 18 лютого 2016.
41. 1 2 3  Baltics and Danes live, task together. SFOR Informer Online. NATO. Архів оригіналу за 7 травня 2016. Процитовано 27 березня 2016.
42. ↑  Swedish National Task Force (Nationella insatsstyrkan) during the hunt for cop killer Tony Olsson and other convicts after an escape at the Hall institution. military66.com. Архів оригіналу за 8 квітня 2016. Процитовано 27 березня 2016.
43. ↑  Yenigün (тур.). Архів оригіналу за 16 грудня 2014. Процитовано 16 грудня 2014.
44. 1 2  Camouflage Patterns of the Chinese Armed Forces. Camopedia. Архів оригіналу за 14 березня 2016. Процитовано 26 березня 2016.
45. ↑  Sweden. Camopedia. Архів оригіналу за 5 серпня 2016. Процитовано 2 червня 2016.
46. ↑  Swedish M/90 and M/90K camouflage. Strike – Hold!. 11 квітня 2009. Архів оригіналу за 14 жовтня 2016.
47. ↑  Latvia - Camopedia. www.camopedia.org. Процитовано 17 березня 2023.
48. ↑  Latvia. SFOR Informer Online. NATO. Архів оригіналу за 3 квітня 2016. Процитовано 27 березня 2016.
49. ↑  Mundur Polowy wz.89 «Puma». Архів оригіналу за 2 січня 2014.
50. ↑  Newark, Tim (2007). Camouflage. Thames and Hudson, with Imperial War Museum. ISBN 978-0-500-51347-7. Page 157.
51. ↑  Albania. SFOR Informer Online. NATO. Архів оригіналу за 4 квітня 2016. Процитовано 27 березня 2016.
52. ↑  Belgium - Camopedia. camopedia.org. Архів оригіналу за 7 квітня 2016.
53. ↑  China - Camopedia. camopedia.org. Архів оригіналу за 14 березня 2016.
54. ↑  France - Camopedia. camopedia.org. Архів оригіналу за 13 лютого 2015.
55. ↑  India - Camopedia. camopedia.org. Архів оригіналу за 2 лютого 2015.
56. ↑  Japan - Camopedia. camopedia.org. Архів оригіналу за 7 квітня 2016.
57. ↑  Kyrgyzstan - Camopedia. camopedia.org. Архів оригіналу за 13 лютого 2015.
58. ↑  КАМУФЛЯЖ URBAN FLECKTARN. Camo-info. Архів оригіналу за 8 квітня 2016. Процитовано 27 березня 2016.
59. 1 2  Russia - Camopedia. camopedia.org. Архів оригіналу за 28 серпня 2016.
60. ↑  British Desert DPM (англ.).
61. ↑  Desert BDU. web.archive.org. 4 травня 2017. Архів оригіналу за 4 травня 2017. Процитовано 17 серпня 2023.
62. ↑  Uniforms | French Foreign Legion Information.
63. ↑  Le nouveau camouflage de la tenue de combat : le bariolage multi-environnement. www.defense.gouv.fr. Процитовано 13 серпня 2023.
64. 1 2  Uniforms | French Armed Forces.
65. ↑  Desert Night Camouflage Trousers, Size: Small Long, NSN: 8415-01-102-6290. Military Steals and Surplus. Архів оригіналу за 10 квітня 2016. Процитовано 26 березня 2016. [Архівовано 2016-04-10 у Wayback Machine.]
66. ↑  Uniformen der Bundeswehr (нім.). Bundeswehr. Процитовано 22 серпня 2016.
67. ↑  Флора (камуфляж). voensovmag.ru (рос.). Архів оригіналу за 10 липня 2021. Процитовано 26 березня 2020. [Архівовано 2021-07-10 у Wayback Machine.]
68. ↑  Królikowski, Hubert (2001). Barwa. Specjalna Formacja Wojskowa GROM im. Ciechociemnych Spadochroniarzy Armii Krajowej (пол.). с. 133. ISBN 83-915131-0-6.
69. ↑  South Africa - Camopedia. camopedia.org. Архів оригіналу за 6 квітня 2016.
70. ↑  Montgomery, Marc (3 травня 2021). Canada selects new combat uniform design for soldiers. www.rcinet.ca. Radio Canada International.
71. ↑  Norwegian Army M98 Pattern. Joint Forces News (брит.). 20 червня 2020. Процитовано 28 травня 2023.
72. 1 2  Сообщение Управления пресс-службы и информации Министерства обороны Российской Федерации. function.mil.ru/ (рос.). Russian Ministry of Defence. 5 березня 2011. Процитовано 27 лютого 2020.
73. ↑  kamouflage.net — Kampuniform M/01, ørken. web.archive.org. 22 березня 2014. Архів оригіналу за 22 березня 2014. Процитовано 19 серпня 2023.
74. ↑  Blechman, Hardy; Newman, Alex (2004). DPM: Disruptive Pattern Material. Department of Publications. ISBN 0-9543404-0-X.
75. ↑  Jontz, Sandra (24 лютого 2001). Marines' followed Canadians' example in use of digitally-designed 'cammies'. Stars and Stripes. Архів оригіналу за 27 грудня 2007. Процитовано 14 січня 2010.
76. ↑  File:USMC-110217-M-8715L-002.jpg. Архів оригіналу за 6 жовтня 2017 — через Wikipedia.
77. ↑  US Army Camouflate Improvement Effort Update. 24 липня 2013. Архів оригіналу за 27 липня 2013.
78. ↑  GRUPO MILÍCIA, 20 ANOS DE ACTIVIDADE | Operacional. operacional.pt. Архів оригіналу за 7 вересня 2015. Процитовано 6 вересня 2015.
79. ↑  Conheça o treinamento do Comando de Operações Táticas da Polícia Federal (COT) | Fotos. veja.abril.com.br. Архів оригіналу за 15 січня 2016. Процитовано 6 вересня 2015. [Архівовано 2016-01-15 у Wayback Machine.]
80. ↑  New combat uniform makes troops job easier [Архівовано 2017-03-09 у Wayback Machine.], Australian Department of Defence, 19 November 2010.
81. ↑  Land Warfare Conference — Minister for Defence Materiel [Архівовано 2011-06-02 у Wayback Machine.], Australian Department of Defence, 19 November 2010.
82. ↑  50 JAHRE JAGDKOMMANDO | DOPPELADLER.COM. doppeladler.com. Архів оригіналу за 7 вересня 2015. Процитовано 6 вересня 2015.
83. ↑  Montenegro Military in MultiCam - Soldier Systems Daily. soldiersystems.net. Архів оригіналу за 6 вересня 2015. Процитовано 6 вересня 2015.
84. ↑  Cheng, Derek (2 липня 2011). SAS war kit blows away military fans. The New Zealand Herald. Процитовано 2 липня 2011.
85. ↑  SERVICIO NACIONAL AERONAVAL. aeronaval.gob.pa. Архів оригіналу за 28 серпня 2015. Процитовано 6 вересня 2015.
86. ↑  2013.1.18. 해군 특수전전단 Rep. Of Korea Navy Underwater Demolition Team. 17 січня 2013. Архів оригіналу за 28 березня 2017. Процитовано 19 січня 2017. ROK Ministry of National Defense, Defense Media Agency flickr page, 2013,01,18
87. ↑  กองบัญชาการกองทัพไทย. Архів оригіналу за 24 грудня 2013. Процитовано 6 вересня 2015. [Архівовано 2013-12-24 у Wayback Machine.]
88. ↑  Archived copy. Архів оригіналу за 22 лютого 2014. Процитовано 8 лютого 2014.{{cite web}}:  Обслуговування CS1: Сторінки з текстом «archived copy» як значення параметру title (посилання)
89. ↑  Facebook, Forsvarets spesialkommando (FSK) fylte 40 år i 2022. www.facebook.com. Процитовано 28 травня 2023.
90. ↑  Forsvaret - Marinejegerkommandoen (MJK) øver utenfor Ramsund på antiterror oppdrag - Facebook. www.facebook.com (англ.). Процитовано 28 травня 2023.
91. ↑  File:A Georgian soldier with Scouts Platoon, Delta Company, Special Mountain Battalion conducts reconnaissance operations Feb. 14, 2014, during Georgian Mission Rehearsal Exercise (MRE) 14-02B at the Joint 140214-A-HJ139-001.jpg. Архів оригіналу за 3 жовтня 2015 — через Wikipedia.
92. ↑  Photo Gallery: Haiti Jovenel Moise Inauguration. 2017. Архів оригіналу за 6 червня 2017.
93. ↑  Norway - Camopedia. www.camopedia.org. Процитовано 19 серпня 2023.
94. ↑  Försvarsmakten. Fältuniform 90 tropik beige. Försvarsmakten (швед.). Процитовано 17 березня 2023.
95. ↑  French Four-Colour Tundra Alpine Camouflage ~ Updated. Joint Forces News (брит.). 20 березня 2022. Процитовано 17 березня 2023.
96. ↑  HyperStealth Biotechnology Corp. Hyperstealth.com. Архів оригіналу за 8 лютого 2012. Процитовано 20 лютого 2012.
97. ↑  Crane, David (15 березня 2005). Robo-Soldier Ready for Combat Deployment to Iraq for Urban Warfare/CI Ops. Defense Review. Архів оригіналу за 8 квітня 2016. Процитовано 26 березня 2016.
98. ↑  ACU Presentation. ArmyStudyGuide.com. Архів оригіналу за 7 березня 2009.
99. ↑  Archived copy. Архів оригіналу за 17 травня 2014. Процитовано 31 липня 2013.{{cite web}}:  Обслуговування CS1: Сторінки з текстом «archived copy» як значення параметру title (посилання) [Архівовано 2014-05-17 у Wayback Machine.]
100. ↑  The Chadian army unit in charge of the anti-poaching effort. National Geographic Society (blogs). 5 лютого 2013.
101. ↑  Licence of M05/M04 Design at site of National Board of Patents and Registration of Finland [Архівовано 20 липня 2011 у Wayback Machine.]
102. ↑  Experts militaires des Nations Unies en mission et officiers d'état-major. Armée suisse (фр.). Процитовано 6 грудня 2021.
103. ↑  The ABU and its Poor Implementation in Civil Air Patrol. 7 травня 2016.
104. ↑  AF Airman Battle Uniform (ABU) updates and Wear Instructions. capnhq.custhelp.com.[недоступне посилання з 01.04.2019]
105. ↑  Archived copy (PDF). Архів оригіналу (PDF) за 8 травня 2016. Процитовано 9 травня 2016.{{cite web}}:  Обслуговування CS1: Сторінки з текстом «archived copy» як значення параметру title (посилання) [Архівовано 2016-05-08 у Wayback Machine.]
106. ↑  Affairs, This story was written by Chief of Naval Personnel Public. Navy Working Uniform Details and Instructional Video Announced. Архів оригіналу за 10 травня 2017.
107. ↑  New York Naval Militia trains on Hudson River. Архів оригіналу за 7 серпня 2017.
108. ↑  Joe P (30 липня 2012). USNSCC Buffalo, NY Summer Trainings. Архів оригіналу за 27 квітня 2018 — через YouTube.
109. ↑  Türk Ordusu'na yeni üniforma - GAZETE VATAN. Архів оригіналу за 14 березня 2014. Процитовано 13 березня 2014.
110. ↑  Afghan National Army is transitioning to the HyperStealth Spec4ce Afghan Forest Pattern. hyperstealth.com. Архів оригіналу за 21 жовтня 2017.
111. ↑  Copping, Jason (20 грудня 2009). British Army to get new uniforms – turned down by the US and made in China. The Daily Telegraph. Архів оригіналу за 12 березня 2014. Процитовано 22 січня 2014.
112. ↑  PLAYAS DE HUACHO FUERON ESCENARIO DE GRAN DESEMBARCO ANFIBIO EN EL MARCO DE OPERACIÓN UNITAS 2017. 22 липня 2017.
113. ↑  Photo. Архів оригіналу за 27 лютого 2016.
114. ↑  February 27 — Day of the Special Operations Force : Ministry of Defence of the Russian Federation. eng.mil.ru. Архів оригіналу за 18 серпня 2017.
115. ↑  Australia - Soldier Systems Daily | Australian Multicam Camouflage Uniform Officially Launched. soldiersystems.net. Архів оригіналу за 14 лютого 2015. Процитовано 14 лютого 2015.
116. ↑  ovenka (15 листопада 2022). Ukraine Army Uniform - Combat Uniform & Amunition for Soldiers. People’s Project.com (англ.). Процитовано 17 березня 2023.
117. ↑  Ukrainian M14 Digital Pattern. Joint Forces News (брит.). 5 жовтня 2019. Процитовано 17 березня 2023.
118. ↑  Камуфляж ВАРАН®. p1gtac.com (укр.). Процитовано 26 липня 2025.
119. ↑  https://militarnyi.com/uk/blogs/tropichna-yashhirka-u-zbrojnyh-sylah-ukrayiny/
120. ↑  Új magyar egyenruha család (2.). Combat Gear Blog.
121. ↑  Tan, Michelle (3 квітня 2015). Army chief shares update on new camo rollout. Army Times.
122. ↑  Rentzsch, Stefan (9 лютого 2016). In Any Weather, Any Time: New camouflage for the troops. bundeswehr.de (нім.). Erding, Bayern: Bundeswehr. Архів оригіналу за 27 квітня 2018. Процитовано 2 листопада 2017.
123. ↑  Von der «Filzlaus» zum Dreifarb-Tarndruck. www.bundeswehr.de (нім.). Процитовано 17 березня 2023.
124. ↑  Bob Morrison (23 червня 2019). Romanian M2017 Camouflage Patterns. joint-forces.com.
125. ↑  Netherlands Fractal Pattern Green. 27 березня 2020. Архів оригіналу за 27 березня 2020. Процитовано 17 березня 2023.
126. ↑  Netherlands Fractal Pattern. 27 березня 2020. Архів оригіналу за 27 березня 2020. Процитовано 17 березня 2023.
127. ↑  Netherlands Fractal Pattern Update - Soldier Systems Daily (амер.). Процитовано 17 березня 2023.
128. ↑  Verteidigungsminister Mario Kunasek übergibt neue Tarnuniform an die Truppe.
129. ↑  Verteidigungsministerin Klaudia Tanner übergibt neue Tarnuniformen an Rieder Truppe.
130. ↑  L'armée suisse a choisi les fabricants de ses nouvelles tenues camouflées. lignesdedefense.blogs.ouest-france.fr (фр.). Процитовано 6 грудня 2021.
131. ↑  Projekt MBAS. 18 лютого 2021. Архів оригіналу за 18 лютого 2021. Процитовано 6 грудня 2021.
132. ↑  Kan du se soldaten?. Forsvaret (nb) . Процитовано 28 травня 2023.
133. ↑  Nordic soldiers will get same uniform. The Independent Barents Observer (англ.). Процитовано 28 травня 2023.
134. ↑  Nordic Combat Uniform (NCU). Norsk (норв.). Процитовано 28 травня 2023.
135. ↑  New French Army BME Pattern. Joint Forces News (брит.). 19 червня 2022. Процитовано 12 січня 2023.